# Liste der Monuments historiques in Sommerau
Die Liste der Monuments historiques in Sommerau führt die Monuments historiques in der französischen Gemeinde Sommerau auf.

## Liste der Bauwerke
| Bezeichnung           | Beschreibung                     | Standort                                              | Kennzeichnung | Schutzstatus | Datum | Bild           |
| --------------------- | -------------------------------- | ----------------------------------------------------- | ------------- | ------------ | ----- | -------------- |
| Napoleonsbank         | Ruhebank; Sandstein, 1855        | Allenwiller, südöstlich des Ortes an der D 817 (Lage) | PA00084579    | Inscrit      | 1988  |                |
| Kirche St-Louis       | Schiff von 1704, teilweise älter | Birkenwald, rue Principale (Lage)                     | PA00084618    | Inscrit      | 1930  | weitere Bilder |
| Château de Birkenwald | um 1562 erbaut                   | Birkenwald, rue Principale (Lage)                     | PA00084617    | Inscrit      | 1930  | weitere Bilder |
| Napoleonsbank         | Ruhebank; Sandstein, 1854        | Salenthal, westlich des Ortes an der D 229 (Lage)     | PA00084926    | Inscrit      | 1988  |                |

## Liste der Objekte
| Bezeichnung                | Beschreibung                                                                          | Standort                                   | Kennzeichnung | Schutzstatus | Datum | Bild |
| -------------------------- | ------------------------------------------------------------------------------------- | ------------------------------------------ | ------------- | ------------ | ----- | ---- |
| Orgel                      | Ensemble aus PM67000989 und PM67000732                                                | Birkenwald, in der Kirche St-Louis (Lage)  |               | Classé       | 1995  |      |
| Orgelprospekt              | 1829 von Joseph Stiehr für die Kirche in Urmatt gebaut, 1865 nach Birkenwald versetzt | Birkenwald, in der Kirche St-Louis (Lage)  | PM67000989    | Classé       | 1995  |      |
| Instrumentalteil der Orgel | 1829 von Joseph Stiehr für die Kirche in Urmatt gebaut, 1865 nach Birkenwald versetzt | Birkenwald, in der Kirche St-Louis (Lage)  | PM67000732    | Classé       | 1995  |      |
| Turmuhr                    | Schmiedeeisen und Holz, 17. Jahrhundert                                               | Birkenwald, in der Kirche St-Louis (Lage)  | PM67001214    | Inscrit      | 1996  |      |
| Tabernakel                 | Holz, farbig gefasst und vergoldet, 18. Jahrhundert                                   | Salenthal, in der Kirche St-Maurice (Lage) | PM67000265    | Classé       | 1975  |      |